# Johann Wilhelm von Bourscheidt zu Büllesheim und Merödgen
Johann Wilhelm von Bourscheidt zu Büllesheim und Merödgen (* 1728; † 1. März 1784 in Münster) war ein römisch-katholischer Geistlicher und Domherr in Münster.

## Leben
Johann Wilhelm von Bourscheidt zu Büllesheim und Merödgen entstammte dem Mittelmoselländischen Uradelsgeschlecht von Bourscheid, das seinen Namen nach der Burg Bourscheid trug. Er war der Sohn des Caspar Maximilian Friedrich Arnold von Bourscheidt und dessen Gemahlin Maria Anna Barbara Catharina von Hompesch. Im Jahre 1757 erhielt er vom Kurfürsten eine münstersche Dompräbende und wurde hier am 29. Juni 1757 aufgeschworen. Johann Wilhelm galt als enger Vertrauter des Domherrn Caspar Ferdinand Droste zu Füchten. Bei der Wahl des Fürstbischofs im Jahre 1762 entschied er sich jedoch für einen anderen Kandidaten. Bestechungsgelder gaben möglicherweise hierfür den Ausschlag. Im Jahre 1773 wurde er zum Deputierten bei der Landespfennigkammer ernannt. Er war Subdiakon und Inhaber des Archidiakonats in Stadtlohn und Südlohn sowie des Oblegiums Gronover majus und der Obedienz Blasii sive Sommersehl. Er wurde am 3. März 1784 im Dom zu Münster bestattet.